# 蘭斯堡國際機場
蘭斯堡國際機場（英語：Pilanesberg International Airport）是位於南非西北省蘭斯堡，接近太陽城

## 航空公司
- 執行航空
- 首選航空
- 噴氣航空
- Kwena航空
- 百萬航空
- 國家航空
- 飛機 R US
- 過程航空
- 羅斯航空
- 南非歷史航班
- 精簡包機
- 雨燕飛行

## 外部連結
- 蘭斯堡國際機場官方網站
- 蘭斯堡國際機場私人網站